# Liste der Bourbaki-Seminare 1960 bis 1969
Die Liste der Bourbaki-Seminare 1960 bis 1969 enthält die Vorträge im Séminaire Nicolas Bourbaki von 1960 bis 1969.
Die Auflistung erfolgt gemäß den Jahrgangs-Bänden, in denen sie herausgegeben wurden, hier den Bänden 6 bis 11. Es gibt für den angegebenen Zeitraum Überschneidungen zu der vorherigen und nachfolgenden Liste (die Seminare sind schon ab Nr. 193 von 1960 und bis Nr. 369 von 1969, aber einem anderen Band zugeordnet).

## 1960–1961
- 205 Adrien Douady, Plongements de sphères, d'après Mazur et Brown
- 206 Roger Godement, Groupes linéaires algébriques sur un corps parfait
- 207 Alain Guichardet, Représentations des algèbres involutives
- 208 Michel Kervaire, Le problème de Poincaré en dimensions élevées, d'après J. Stallings, (Poincaré-Vermutung)
- 209 Jean-Pierre Serre, Groupes finis à cohomologie périodique, d'après R. Swan
- 210 Jacques Tits, Les groupes simples de Suzuki et de Ree
- 211 Pierre Cartier, Classes de formes bilinéaires sur les espaces de Banach, d'après Grothendieck
- 212 Alexander Grothendieck, Techniques de construction et théorèmes d'existence en géométrie algébrique. III : Préschémas quotients
- 213 Bernard Malgrange, Equations différentielles sans solutions, d'après Lars Hörmander
- 214 André Martineau, Les hyperfonctions de M. Sato
- 215 Arnold S. Shapiro, Algèbres de Clifford et périodicité des groupes, d'après R. Bott et A. Shapiro
- 216 Jean-Louis Verdier, Sur les intégrales attachées aux formes automorphes, d'après Shimura
- 217 François Bruhat, Travaux de Sternberg
- 218 Pierre Cartier, Analyse spectrale et théorème de prédiction statistique de Wiener
- 219 Claude Chevalley, Certains schémas de groupes semi-simples
- 220 Adrien Douady, Le théorème de Grauert sur la cohérence des faisceaux-images d'un faisceau analytique cohérent par un morphisme propre
- 221 Alexander Grothendieck, Techniques de construction et théorèmes d'existence en géométrie algébrique. IV : Les schémas de Hilbert
- 222 Serge Lang, L'équivalence homotopique tangencielle, d'après Mazur

## 1961–1962
- 223 Adrien Douady, Cycles analytiques, d'après Atiyah et Hirzebruch
- 224 entfiel
- 225 Jean-Pierre Kahane, Travaux de Beurling et Malliavin
- 226 Bernard Morin, Un contre-example de Milnor à la Hauptvermutung
- 227 André Néron, Modèles p-minimaux des variétés abéliennes
- 228 Pierre Samuel, Invariants arithmétiques des courbes de genre 2, d'après Igusa
- 229 François Bruhat, Intégration p-adique, d'après Tomas, (p-adische Integration, nach dem mexikanischen Mathematiker F. Tomás)
- 230 Jean Cerf, Travaux de Smale sur la structure des variétés
- 231 Pierre Eymard, Homomorphismes des algèbres de groupe, d'après Cohen
- 232 Alexander Grothendieck, Technique de descente et théorèmes d'existence en géométrie algébrique. V : Les schémas de Picard : Théorèmes d'existence
- 233 Bernard Morin, Champs de vecteurs sur les sphères, d'après J. Adams
- 234 François Norguet, Théorèmes de finitude pour la cohomologie des espaces complexes, d'après A. Andreotti et Hans Grauert
- 235 Michel Demazure, Sous-groupes arithmétiques des groupes algébriques linéaires, d'après Borel et Harish-Chandra
- 236 Alexander Grothendieck, Technique de descente et théorèmes d'existence en géométrie algébrique. VI : Les schémas de Picard : Propriétés générales
- 237 Serge Lang, Fonctions implicites et plongements riemanniens, d'après Nash et Moser
- 238 Laurent Schwartz, Sous-espaces hilbertiens et antinoyaux associés
- 239 André Weil, Un théorème fondamental de Chern en géométrie riemannienne
- 240 Michel Zisman, Travaux de Borel-Haefliger-Moore

## 1962–1963
- 241 Pierre Cartier, Fluctuations dans les suites de variables aléatoires indépendantes
- 242 Yves Dejean, Transformation de Fourier des distributions homogènes, d'après Gårding
- 243 Jean Dieudonné, Mémoire de Bertram Kostant sur les applications de la cohomologie des algèbres de Lie réductives
- 244 Roger Godement, La formule des traces de Selberg (Spurformel von Selberg)
- 245 André Haefliger, Plongements de variétés dans le domaine stable
- 246 Bernard Malgrange, Systèmes différentiels à coefficients constants
- 247 François Bruhat, Points entiers sur les courbes de genre ≥ 1, d'après Lang
- 248 Jean Giraud, Groupe de Picard, anneaux factoriels, d'après Grothendieck
- 249 Alain Guichardet, Représentations des groupes de Lie nilpotents, d'après Kirillov
- 250 Friedrich Hirzebruch, The topology of normal singularities of an algebraic surface
- 251 Jean-Louis Koszul, Théorèmes de points fixes pour les groupes élémentaires, d'après Borel
- 252 Jean-Pierre Serre, Structure de certains pro-p-groupes, d'après Demuškin, (nach S. P. Demushkin)
- 253 Michael F. Atiyah, The index of elliptic operators on compact manifolds, (Atiyah-Singer-Indexsatz)
- 254 Mohamed S. Baouendi, Les opérateurs de convolution, d'après Ehrenpreis et Hörmander
- 255 Pierre Cartier, Représentations linéaires des groupes algébriques semi-simples en caractéristique non nulle, d'après Steinberg
- 256 Jean Giraud, Analysis situs, d'après Artin et Grothendieck (Topos-Theorie)
- 257 Roger Godement, Domaines fondamentaux des groupes arithmétiques
- 258 Leopoldo Nachbin, Régularité des solutions des équations différentielles elliptiques, d'après Moser

## 1963–1964
- 259 Adrien Douady, Démonstration élémentaire d'un théorème de périodicité de Bott, d'après Atiyah et Bott
- 260 Roger Godement, Quelques résultats nouveaux de Kostant sur les groupes semi-simples
- 261 Hervé Jacquet, Mémoire de Langlands sur la dimension des espaces de formes automorphes
- 262 Bernard Malgrange, Problèmes aux limites elliptiques
- 263 Claude Morlet, Microfibrés et structures différentiables
- 264 René Thom, Travaux de Moser sur la stabilité des mouvements périodiques
- 265 Armand Borel, Cohomologie et rigidité d'espaces compacts localement symétriques, d'après Weil et Matsushima
- 266 Daniel Lacombe, Théorèmes de non-décidabilité
- 267 Pierre Samuel, Travaux d'Igusa sur les formes modulaires de genre 2
- 268 Gérard Schiffmann, Frontières de Furstenberg et formules de Poisson sur un groupe de Lie semi-simple
- 269 Laurent Schwartz, Les travaux de Seeley sur les opérateurs intégraux singuliers sur une variété
- 270 Jean-Pierre Serre, Groupes analytiques p-adiques, d'après M. Lazard
- 271 François Bruhat, Sous-groupes compacts maximaux des groupes semi-simples p-adiques
- 272 Pierre Cartier, Processus aléatoires généralisés
- 273 entfiel
- 274 Serge Lang, Les formes bilinéaires de Néron et Tate
- 275 Bernard Malgrange, Majorations a priori et d``-cohomologie, d'après Hörmander
- 276 Gérard Rauzy, Points transcendents sur les variétés de groupe, d'après Lang

## 1964–1965
- 277 Adrien Douady Le problème des modules pour les variétés analytiques complexes, d'après M. Kuranishi
- 278 Roger Godement Analyse spectrale des fonctions modulaires
- 279 Alexander Grothendieck Formule de Lefschetz et rationalité des fonctions L
- 280 André Haefliger Sphères d'homotopie nouées
- 281 René Thom Propriétés différentielles locales des ensembles analytiques, d'après H. Whitney
- 282 Nicholas Varopoulos Measure algebras of a locally compact abelian group
- 283 Pierre Cartier Equivalence linéaire des idéaux de polynômes, d'après R. Hartshorne
- 284 Luc Illusie Contractibilité du groupe linéaire des espaces de Hilbert de dimension infinie Exposé, d'après N. Kuiper
- 285 Hervé Jacquet La transformation de Radon sur un espace symétrique, d'après S. Helgason
- 286 Michel Raynaud Caractéristique d'Euler-Poincaré d'un faisceau et cohomologie des variétés abéliennes, d'après Šafarevic, Ogg et Grothendieck
- 287 Pierre Samuel La conjecture de Mordell pour les corps de fonctions, d'après Manin and Grauert
- 288 Jacques Tits Structures et groupes de Weyl
- 289 Pierre Grisvard Méthodes opérationnelles dans l'étude des problèmes aux limites
- 290 Alexander Grothendieck Le groupe de Brauer : I. Algèbres d'Azumaya et interprétations diverses
- 291 Jean-Pierre Kahane Algèbres tensorielles et analyse harmonique, d'après N. Varopoulos
- 292 Serge Lang Corps de fonctions méromorphes sur une surface de Riemann
- 293 Paul-André Meyer Le théorème ergodique de Chacón-Ornstein
- 294 J. P. Murre Representation of unramified functors.

## 1965–1966
- 295 Raoul Bott Report on the fixed point formula
- 296 Henri Cartan Thèse de Douady
- 297 Alexander Grothendieck Le groupe de Brauer : II. Théories cohomologiques
- 298 Paul Krée Intégrales singulières
- 299 Guy Terjanian Équations diophantiennes p-adiques, d'après J. Ax et S. Kochen
- 300 Jean-Louis Verdier Dualité dans la cohomologie des espaces localement compacts
- 301 Pierre Cartier: Diviseurs amples
- 302 Philippe Courrège Problèmes aux limites elliptiques et principe du maximum
- 303 Adrien Douady Platitude et privilège
- 304 André Gramain L'invariance topologique des classes de Pontrjagin rationnelles, d'après S. P. Novikov et Laurent Siebenmann
- 305 Serge Lang Nombres transcendants
- 306 John T. Tate On the conjectures of Birch and Swinnerton-Dyer and a geometric analog (Vermutung von Birch und Swinnerton-Dyer)
- 307 Armand Borel Opérateurs de Hecke et fonctions zêta
- 308 Louis Boutet de Monvel Opérateurs pseudo-différentiels. Application au problème de Neumann à dérivée oblique, d'après Hörmander
- 309 Pierre Cartier: Théorie analytique des formes quadratiques. I. Suites quasi-périodiques
- 310 Jean-Pierre Kahane Sommes partielles des séries de Fourier, d'après L. Carleson
- 311 Paul-André Meyer Le théorème de continuité de P. Lévy sur les espaces nucléaires, d'après X. Fernique
- 312 André Weil Fonction zêta et distributions

## 1966–1967
- 313 Michel Demazure Structure des groupes réductifs, d'après Borel-Tits
- 314 Friedrich Hirzebruch Singularities and exotic spheres
- 315 Jean-Pierre Kahane Quotients de fonctions définies-négatives, d'après Beurling et Deny
- 316 Michel Raynaud Familles de fibrés vectoriels sur une surface de Riemann, d'après C. S. Seshadri, M. S. Narasimhan et D. Mumford
- 317 Pierre Samuel Modèles booléiens et hypothèse du continu (résultats de Paul Cohen par la méthode de D. Scott et R. Solovay).
- 318 Jean-Pierre Serre Groupes p-divisibles, d'après J. Tate
- 319 Michael Atiyah Hyperbolic differential equations and algebraic geometry, after Petrowsky
- 320 Jean Giraud Résolution des singularités, d'après Heisuke Hironaka
- 321 Roger Godement Introduction à la théorie de Langlands (Langlands-Programm)
- 322 André Gramain Éléments de {\displaystyle \pi _{2n-1}(S^{n})} d'invariant de Hopf un, d'après J. Adams et M. Atiyah
- 323 Gérard Schiffmann Introduction aux travaux d'Harish-Chandra
- 324 Georges Zeller-Meier Dérivations et automorphismes des algèbres d'opérateurs, d'après R. V. Kadison et J. R. Ringrose
- 325 Armand Brumer Travaux récents d'Iwasawa et de Leopoldt
- 326 Michel Demazure Classification des algèbres de Lie filtrées
- 327 Christian Houzel Espaces analytiques rigides, d'après R. Kiehl
- 328 Daniel Lacombe Logique du premier ordre avec quantificateur cardinalisé
- 329 Bernard Malgrange Théorie analytique des équations différentielles
- 330 Jean-Pierre Serre Groupes de congruence, d'après H. Bass, H. Matsumoto, J. Mennicke, J. Milnor, C. Moore

## 1967–1968
- 331 Claude Chevalley Le groupe de Janko
- 332 Paul Gérardin Représentations du groupe {\displaystyle SL_{2}} d'un corps local, d'après Gel'fand, Graev et Tanaka
- 333 Alain Guichardet Facteurs de type III, d'après R. T. Powers
- 334 Paul-André Meyer Lemme maximal et martingales, d'après D. L. Burkholder
- 335 Georges Poitou Solution du problème du dixième discriminant, d'après Stark
- 336 Jean-Claude Tougeron Stabilité des applications différentiables, d'après J. Mather
- 337 Henri Cartan Travaux de Karoubi sur la K-théorie
- 338 Pierre Cartier: Théorie des groupes, fonctions thêta et modules des variétés abéliennes
- 339 André Haefliger Travaux de Novikov sur les feuilletages
- 340 André Martineau Théorèmes sur le prolongement analytique du type «edge of the wedge theorem»
- 341 Yves Meyer Problèmes de l'unicité, de la synthèse et des isomorphismes en analyse harmonique
- 342 Valentin Poénaru Extension des immersions en codimension 1, d'après S. Blank
- 343 Claire Delaroche, Alexandre Kirillov Sur les relations entre l'espace dual d'un groupe et la structure de ses sous-groupes fermés, d'après D. A. Kajdan
- 344 Adrien Douady Espaces analytiques sous-algébriques, d'après B. G. Moišezon
- 345 John G. Thompson Sylow 2-subgroups of simple groups
- 346 André Weil Séries de Dirichlet et fonctions automorphes

## 1968–1969
- 347 Pierre Gabriel Représentations des algèbres de Lie résolubles, d'après J. Dixmier
- 348 Claude Godbillon Travaux de D. Anosov et S. Smale sur les difféomorphismes
- 349 Roger Godement Formes automorphes et produits eulériens, d'après R. P. Langlands
- 350 Jacques-Louis Lions Sur les problèmes unilatéraux
- 351 J. G. M. Mars Les nombres de Tamagawa de groupes semi-simples
- 352 John T. Tate Classes d'isogénie des variétés abéliennes sur un corps fini, d'après T. Honda
- 353 Enrico Bombieri Régularité des hypersurfaces minimales
- 354 Henri Cartan Sous-ensembles analytiques d'une variété banachique complexe, d'après J.-P. Ramis
- 355 Pierre Deligne Formes modulaires et représentations l-adiques
- 356 Jean-Louis Koszul Travaux de J. Stallings sur la décomposition des groupes en produits libres
- 357 Jean-Louis Krivine Théorèmes de consistance en théorie de la mesure de R. Solovay
- 358 Armand Borel Sous-groupes discrets de groupes semi-simples, d'après D. A. Kajdan et G. A. Margoulis
- 359 Pierre Cartier: Relèvements des groupes formels commutatifs
- 360 Charles Goualouic Sur la théorie spectrale des opérateurs elliptiques (éventuellement dégénérés)
- 361 Paul-André Meyer Démonstration probabiliste d'une identité de convolution, d'après H. Kesten
- 362 Claude Morlet Hauptvermutung et triangulation des variétés, d'après Kirby, Siebenmann et aussi Lees, Wall etc. …
- 363 Michel Raynaud Travaux récents de M. Artin